# 铋化锰
铋化锰（Bismanol）是由美国海军军械实验室开发的一种由铋和锰（铋化锰）组成的磁性合金。

## 历史
铋化锰在20世纪50年代由美国海军军械实验室开发，在当时，它是可用的最高矫顽力永磁体之一，为3000 Oe。1950年代中期，其矫顽力达到3650 Oe，磁通密度达到4800。该材料通常坚固，对冲击和振动稳定，但有碎裂倾向。 材料在正常条件下发生缓慢腐蚀。
该材料用于制造用于小型电动机的永磁体。
目前，铋化锰磁铁已经被钕磁铁取代，钕磁铁在其他方面既便宜又优越，在更关键的应用中使用钐钴磁铁，以及铝镍钴合金磁铁。